# Paola von Wyss-Giacosa
Paola von Wyss-Giacosa (* 1970) ist eine Schweizer Ethnologin.

## Leben und Werk
Nach einem Studium von Ethnologie und Kunstgeschichte an der Universität Zürich war Paola von Wyss-Giacosa von 1996 bis 1999 wissenschaftliche Mitarbeiterin am Schweizerischen Institut für Kunstwissenschaft. Seit 1997 war sie in Lehre, Forschung und mit der Realisierung von Ausstellungsprojekten am Völkerkundemuseum der Universität Zürich beschäftigt. Von 2005 bis 2008 war sie Kuratorin am Museum Briner und Kern in Winterthur.
Im Jahr 2006 wurde sie an der Universität Zürich promoviert. 2015 vertrat sie die Junior-Professur Verflechtungsgeschichte an der Universität Erfurt.

## Werke
- als Herausgeberin: Exotische Währungen. Völkerkundemuseum der Univ. Zürich, Zürich 1999, ISBN 3-909105-38-6.
- Gefässe für das Heilige. Indische Gegenstände reden von Religion. Völkerkundemuseum der Universität Zürich, Zürich 2004, ISBN 3-909105-44-0.
- Religionsbilder der frühen Aufklärung. Bernard Picarts Tafeln für die «Cérémonies et Coutumes religieuses de tous les Peuples du Monde». Benteli, Wabern bei Bern 2006, ISBN 3-7165-1421-7.
- Genauigkeit: Schöne Wissenschaft. Benteli, Bern/Sulgen 2008, ISBN 978-3-7165-1541-9 (mit Wolfgang Marschall und Andreas Isler).
- Aufschlussreiches Borneo. Objekte, Fotografien und Dokumente des Schweizer Geologen Wolfgang Leupold in Niederländisch-Indien 1921–1927. Völkerkundemuseum der Universität Zürich, Zürich 2011, ISBN 978-3-909105-54-0.
- Memori dari Kalimantan. Dokumentasi foto oleh ahli geologi Swiss Wolfgang Leupold / Memories from Borneo. Photographs by the Swiss geologist Wolfgang Leupold. Museum Etnografi Universitas Zurich, Zürich 2013, ISBN 978-3-909105-56-4 (mit Andreas Isler).
- Kalamkari. Erzählstoff aus Indien. Völkerkundemuseum der Universität Zürich, Zürich 2016, ISBN 978-3-909105-67-0 (mit Andreas Isler).
- Gemachte Bilder. „Derwische“ als Orient-Chiffre und Faszinosum. Völkerkundemuseum der Universität Zürich, Zürich 2016, ISBN 978-3-909105-70-0 (mit Andreas Isler).
- Schiffe und Übergänge. Alfred Steinmanns Forschung zum Schiffsmotiv in Indonesien. Völkerkundemuseum der Universität Zürich, Zürich 2021, ISBN 978-3-909105-74-8 (mit Andreas Isler).